# 電話聽筒

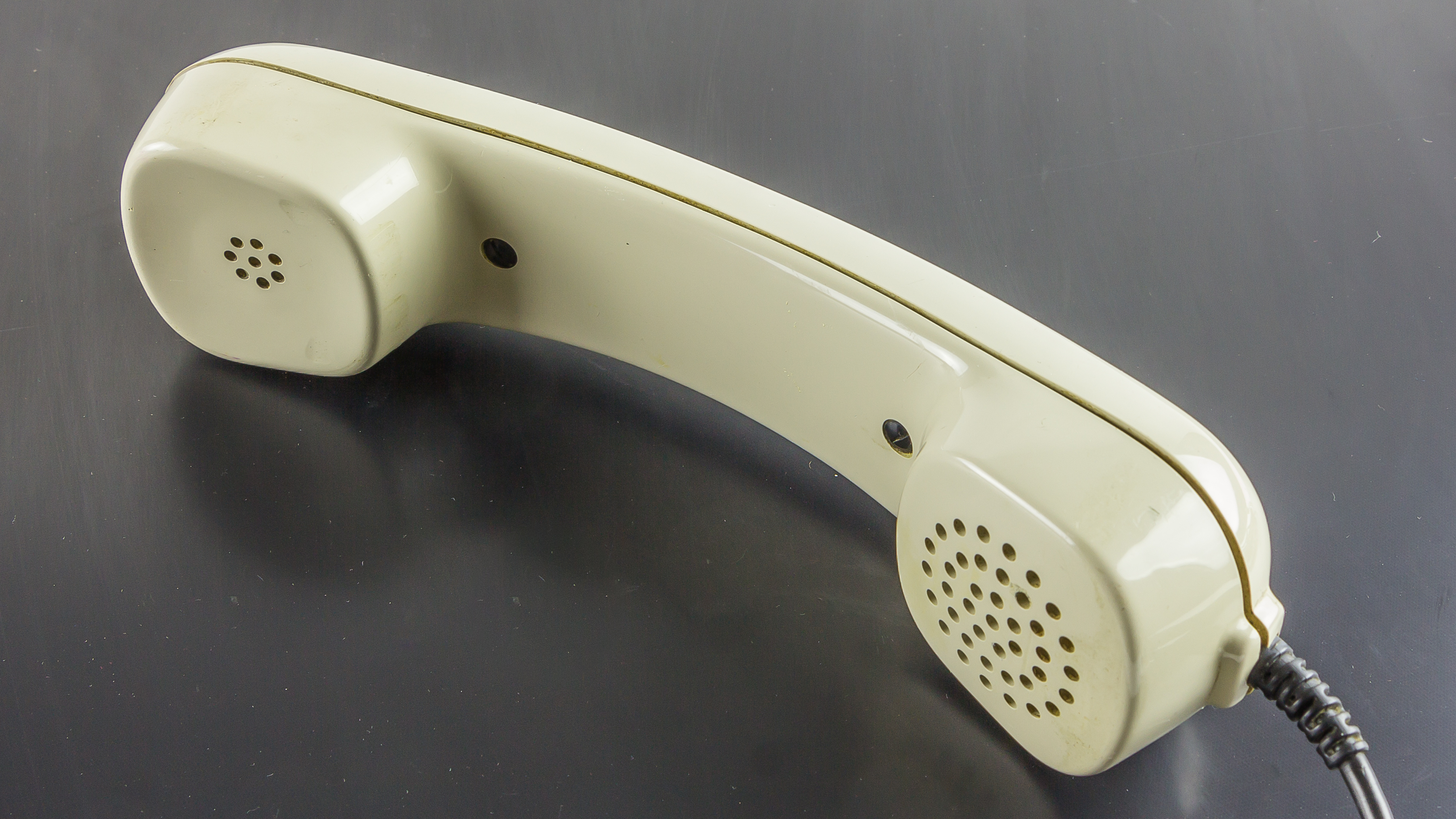
電話聽筒

電話聽筒是电话中一部分，作用是用來收聽對方講話。同時自己對著聽筒講話，對方也能聽見。電話使用者在打電話或接電話時會把電話聽筒放在耳朵邊和嘴边。